# آنته تومیچ (بازیکن فوتبال)
آنته تومیچ (به کرواتی: Ante Tomić) (زادهٔ ۲۳ مهٔ ۱۹۸۳) بازیکن فوتبال اهل کرواسی است. از باشگاه‌هایی که در آن بازی کرده است می‌توان به دینامو زاگرب اشاره کرد.